# Kellye Nakahara
Kellye Nakahara (* 16. Januar 1947 in Honolulu, Hawaii als Kelly Nakahara Watson; † 16. Februar 2020 in Pasadena, Kalifornien) war eine US-amerikanische Schauspielerin und Malerin.

## Karriere
Nakahara spielte von 1973 bis 1983 die Rolle der Lt. Kellye Yamato in der Fernsehserie M*A*S*H. Nach ihrem Auftritt in dieser Serie spielte sie nur noch kleine Gastrollen in Serien wie Unsere kleine Farm, Hunter, Unser lautes Heim und NYPD Blue.
Neben ihrer – nur noch gelegentlichen – Tätigkeit als Schauspielerin war sie in den USA eine bekannte Malerin. Sie lebte mit ihrem Ehemann David Wallet, mit dem sie seit 1968 verheiratet war und mit dem sie eine Tochter und einen Sohn hatte, in Pasadena, Kalifornien und engagierte sich dort für die East West Players theater group, die Town Singers vocal group und das Pasadena Cherry Blossom Festival. Des Weiteren war sie Kunstbeauftragte der Stadt Pasadena.
Am 16. Februar 2020 starb Nakahara einen Monat nach ihrem 73. Geburtstag in Pasadena an den Folgen einer Krebserkrankung.

## Filmografie (Auswahl)
- 1973–1983: M*A*S*H (Fernsehserie, 169 Folgen)
- 1991: Tod im Spiegel (Shattered)
- 1994: 3 Ninjas – Kick Back (3 Ninjas Kick Back)